# Jurij Istomin
Jurij Istomin, ukrajinsky Юрій Васильович Істомин, rusky Юрий Васильевич Истомин (3. července 1944 Charkov – 6. února 1999 Moskva) byl ukrajinský fotbalista, obránce, jenž reprezentoval někdejší Sovětský svaz.

## Fotbalová kariéra
V nejvyšší soutěži Sovětského svazu hrál za CSKA Moskva. Nastoupil ve 206 ligových utkáních a dal 1 gól. V roce 1970 získal s CSKA Moskva mistrovský titul. V nižších soutěžích hrál za SKA Kyjev a SK Luck. V Poháru mistrů evropských zemí nastoupil ve 4 utkáních. Za reprezentaci Sovětského svazu nastoupil v letech 1967–1972 ve 34 utkáních. Byl členem reprezentace Sovětského svazu na mistrovství Evropy ve fotbale 1968, nastoupil ve 2 utkáních, a na mistrovství Evropy ve fotbale 1972 nastoupil také ve 2 utkáních a získal s týmem stříbrnou medaili za 2 místo.  S reprezentací Sovětského svazu získal bronzovou medaili za 3. místo na LOH 1972 v Mnichově, nastoupil v 6 utkáních.

## Ligová bilance
| Ročník                               | Zápasy | Góly | Klub        |
| ------------------------------------ | ------ | ---- | ----------- |
| Sovětská fotbalová Vtoraja liga 1964 | -      | -    | SKA Kyjev   |
| Sovětská fotbalová Vtoraja liga 1965 | 18     | 0    | SKA Kyjev   |
| Sovětská fotbalová Vysšaja liga 1966 | 30     | 0    | CSKA Moskva |
| Sovětská fotbalová Vysšaja liga 1967 | 35     | 1    | CSKA Moskva |
| Sovětská fotbalová Vysšaja liga 1968 | 23     | 0    | CSKA Moskva |
| Sovětská fotbalová Vysšaja liga 1969 | 18     | 0    | CSKA Moskva |
| Sovětská fotbalová Vysšaja liga 1970 | 30     | 0    | CSKA Moskva |
| Sovětská fotbalová Vysšaja liga 1971 | 22     | 0    | CSKA Moskva |
| Sovětská fotbalová Vysšaja liga 1972 | 18     | 0    | CSKA Moskva |
| Sovětská fotbalová Vysšaja liga 1973 | 11     | 0    | CSKA Moskva |
| Sovětská fotbalová Vysšaja liga 1974 | 19     | 0    | CSKA Moskva |
| Sovětská fotbalová Vtoraja liga 1975 | -      | -    | SK Luck     |
| CELKEM 1. liga                       | 206    | 1    |             |